# Giovanni Antonio Viscardi
Pour les articles homonymes, voir Viscardi.
Giovanni Antonio Viscardi, né le 27 décembre 1645 à San Vittore dans les Grisons et mort le 9 septembre 1713 à Munich en électorat de Bavière, est un architecte baroque qui œuvra toute sa vie à Munich et dans les environs.

## Œuvres principales
- Bürgersaalkirche
- Abbaye de Fuerstenfeld
- Église de la Trinité (Munich)
- Agrandissement du palais de Nymphembourg
- Abbaye Saints-Pierre-et-Paul de Freising